# Peter Croes
Peter Croes (Bonheiden, 16 de março de 1984) é um triatleta profissional belga.

## Carreira
Peter Croes competidor do ITU World Triathlon Series, disputou os Jogos de Pequim 2008, ficando em 27º.